# 博尔沙亚河
博尔沙亚河（俄语：Река Большая）是萨哈林州奥哈区的河流，源起陡山，海拔高100米，长97公里，流域面积1160平方公里，注入萨哈林湾的贝加尔湾。由东南向西北流。